# قانون اسلحه در سوئیس

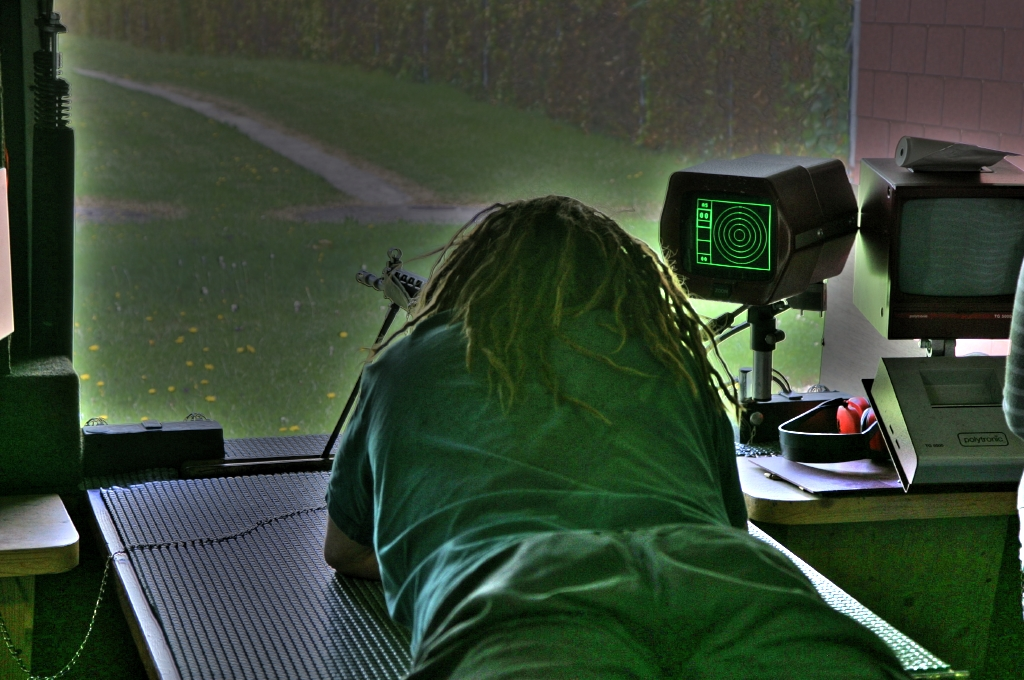
شهروندی در حال انجام آموزش اجباری سالانه

قانون نگهداری و حمل سلاح گرم در سویس در اروپا بی‌همتا ست. سوئیس دارای خدمت سربازی اجباری عمومی است، که لازم می‌داند همه شهروندان مردِ دارای سلامت بدنی در منزل خود سلاح گرم نگهداری کنند، تا در صورت احضار برای امور نظامی بتوانند از آن استفاده کرده، و از کشور دفاع کنند. البته نگهداری مهمات این سلاح‌ها ممنوع است، و مهمات در انبارهای دولتی نگهداری می‌شود. افراد ۲۰ تا ۳۴ سال تمرین اجباری استفاده از سلاح سالانه دارند. ضمناً دارندگان سلاح در قبال استفاده دیگران از سلاح‌شان مسئولند. 
سویس یکی از بالاترین سرانه‌های تملک تفنگ جنگی در جهان را دارد. در سال ۲۰۱۱ رأی‌دهندگان با طرح ابتکاری شهروندان که بیان  می‌کرد سلاح‌های گرم به جای نگهداری در خانه، در انبارهای نظامی نگهداری شوند، مخالفت کردند.

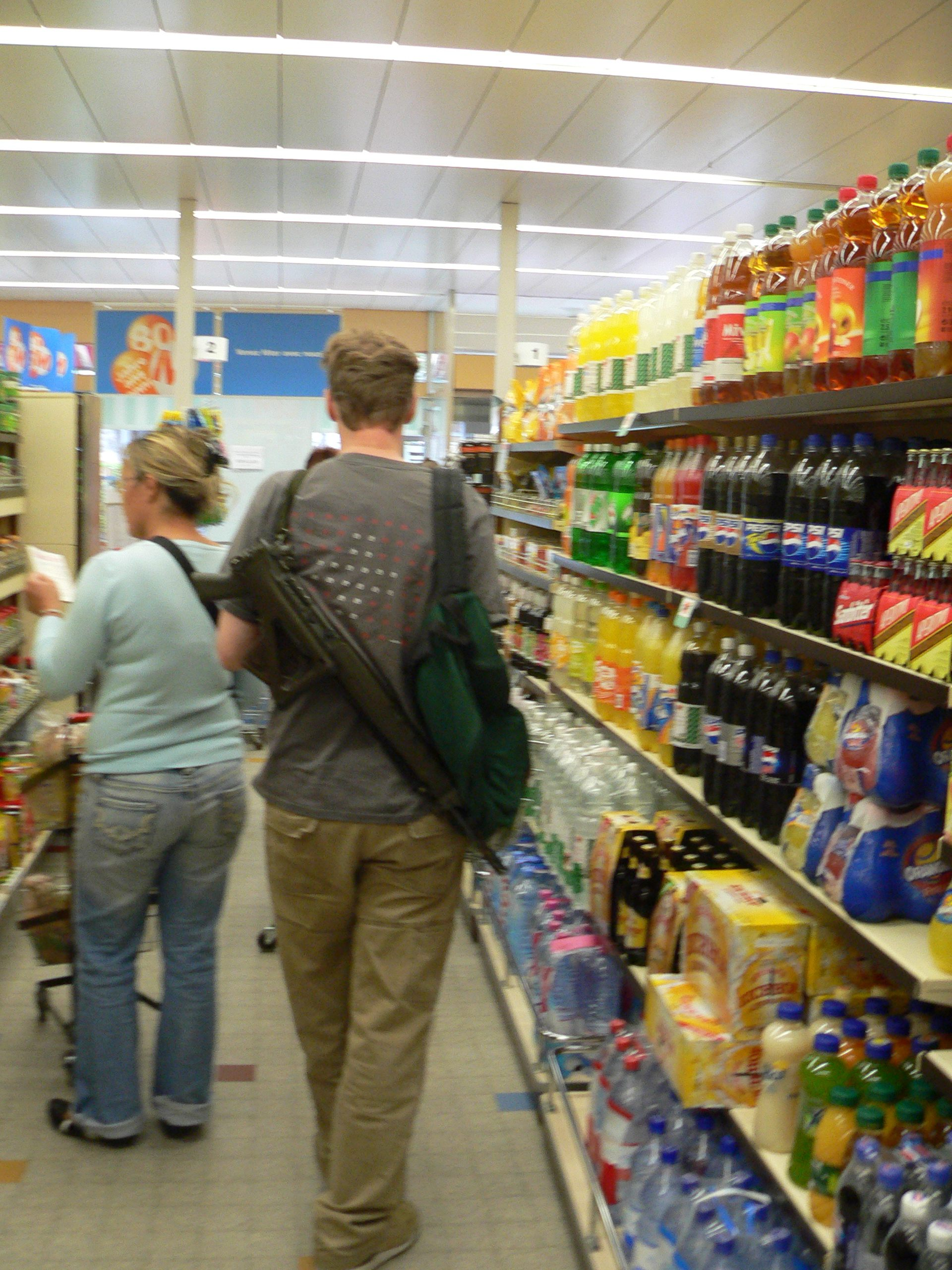
یک میلیشیا به همراه تفنگ خدمت بر شانه اش.

## جرایم تفنگ
آمار پلیس در ۲۰۰۶ ۳۶ قتل یا تلاش برای قتل را با استفاده از مهمات در برابر ۶۹ مورد شامل اسلحه سرد و ۱۶ مورد حمله غیرمسلحانه ثبت کرده‌است. موارد حمله منجر به جرح ۸۹ مورد اسلحه گرم و ۵۲۶ مورد اسلحه سرد بوده‌است. در ۲۰۰۷ سویس با جمعیت ۷٬۶۰۰٬۰۰۰ نرخ مرگ ناشی از تلاش برای قتلی برابر با یک در هر ۲۵۰ هزار نفر داشت. این نشان دهنده کاهش حملات مرتبط با اسلحه گرم از دهه ۱۹۹۰ است. 